# Operació London Bridge

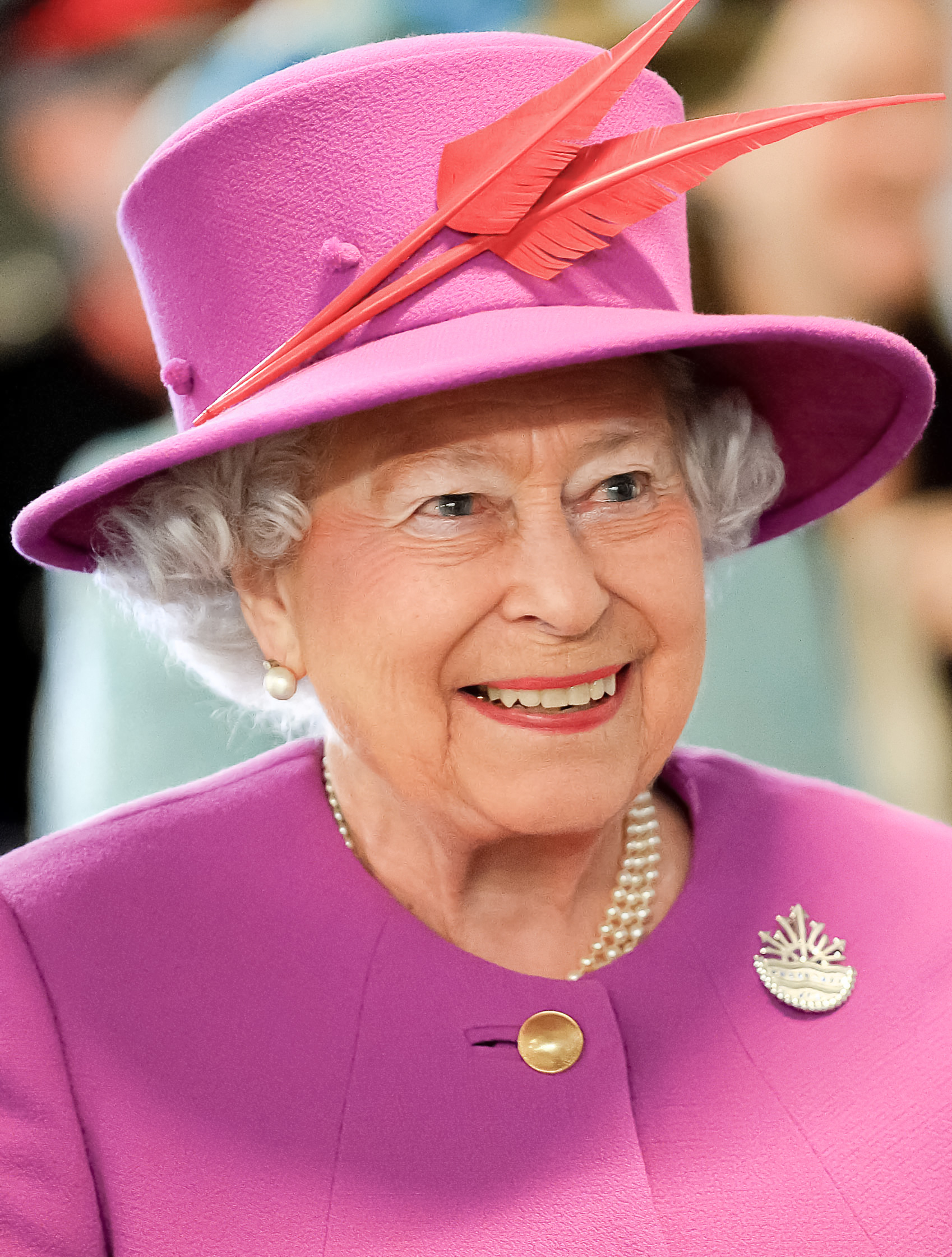
La reina Elisabet II el 2015

L'Operació London Bridge (Pont de Londres, també coneguda per la frase en codi London Bridge is Down, ha caigut el pont de Londres) és el pla pel que es passà a partir del moment de la mort de la reina Elisabet II del Regne Unit. Incloïa la planificació per l'anunci de la seva mort, el període de dol oficial, i els detalls del seu funeral d'estat. La Reina mateixa va prendre algunes decisions crítiques relacionades amb el pla, encara que algunes només les pot prendre el seu successor, Carles, Príncep de Gal·les, després del seu traspàs.
Des de 2017, s'esperava que s'utilitzés la frase "el pont de Londres ha caigut" per a comunicar la mort de la Reina al primer ministre del Regne Unit i a personalitats clau, per posar el pla en marxa. Els plans es van crear per primera vegada durant la dècada de 1960 i s'actualitzen cada any, amb la implicació de diferents departaments del govern, l'Església d'Anglaterra, el Metropolitan Police Service, les Forces Armades del Regne Unit, els mitjans de comunicació, els Parcs Reials, els districtes de Londres, l'Autoritat del Gran Londres i Transport for London. Informant sobre els preparatius, The Guardian els va descriure com a "planificats al minut" amb detalls "arcans i altament específics.
L'operació London Bridge transcorre simultàniament amb d'altres plans, inclosa l'operació Spring Tide (marea de primavera), el pla per l'ascens del seu successor al tron. Alguns reialmes de la Commonwealth on Elisabet II regnava com a monarca desenvoluparen plans propis per al que passés durant els dies posteriors a la seva mort, i també foren simultanis amb l'operació London Bridge.

## Context

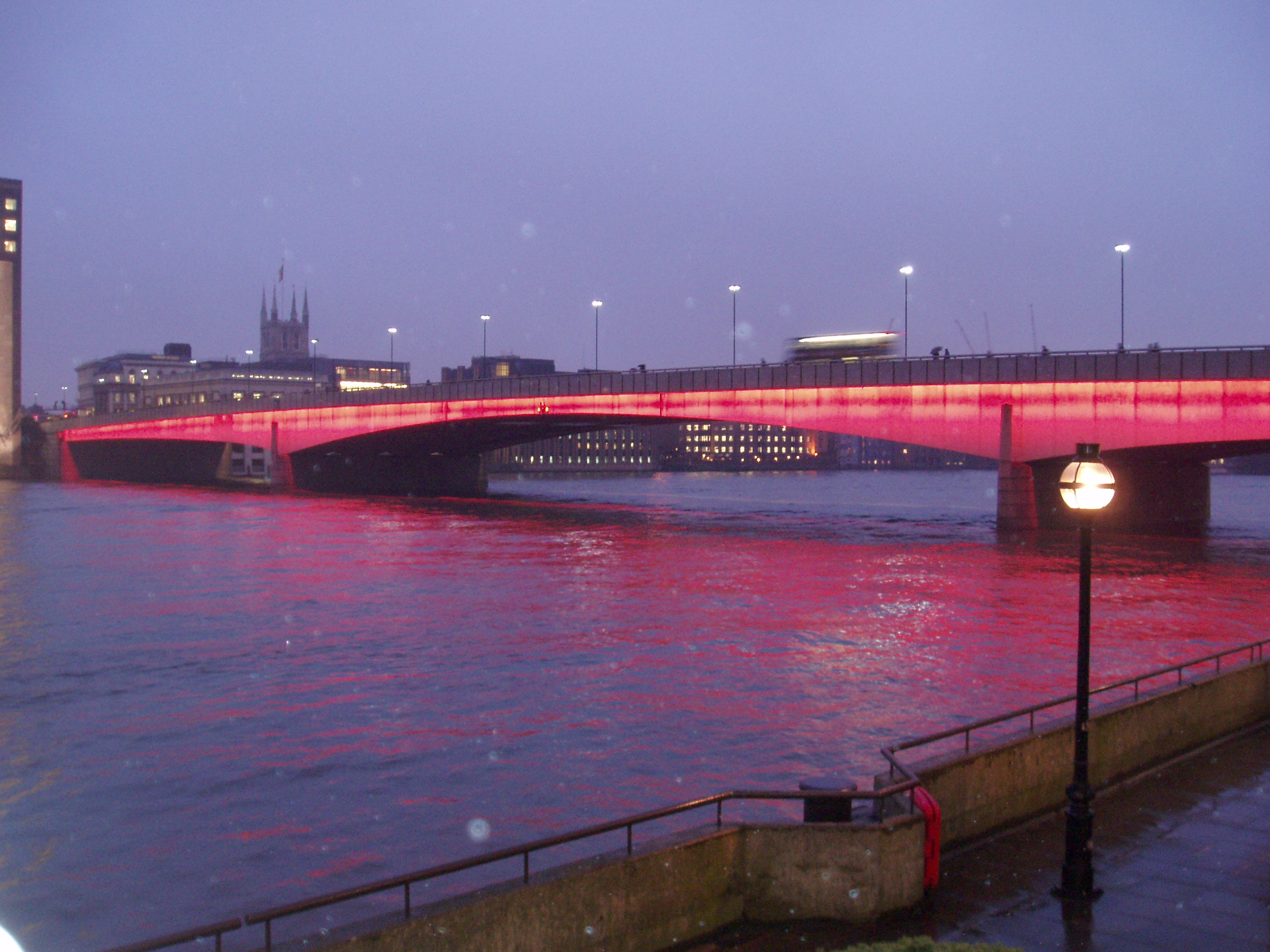
El Pont de Londres, que dona nom al pla.

Típicament, els funerals i les coronacions dels membres de la família reial britànica els organitza el Comte Mariscal i els oficials del College of Heralds. L'Oficina del Gabinet també ha fet preparacions per a la mort i funeral d'Elisabet II.
Típicament s'utilitzen frases predeterminades en "codi" per als plans relacionats amb la mort i el funeral d'un membre de la família reial. Al principi, els càrrecs clau utilitzaven noms en codi per evitar que els telefonistes de Buckingham Palace coneguessin la mort abans de l'anunci públic. Quan el rei Jordi VI va morir el 1952, els càrrecs clau del govern van ser-ne informats amb la frase "Hyde Park Corner".
Alguns plans per als funerals de membres de la família reial de finals del segle XX i principis del XXI han utilitzat noms en codi relacionats amb ponts famosos del Regne Unit. L'operació Tay Bridge es va dedicar a la mort i funeral de la Reina Mare, i es va assajar durant 22 anys fins que no es va posar en pràctica el 2002. El funeral de Diana de Gal·les, també es va inspirar en l'Operació Tay Bridge. El març de 2017, la frase "Operació Forth Bridge es referia a la mort i funeral del príncep Felip d'Edimburg, que va morir el 2021, mentre que l'operació Menai Bridge es referia als plans de funeral per a Carles de Gal·les, i l'operació London Bridge es referia al pla per a la reina Elisabet.

## Pla
Les preparacions per a la mort i funeral de la reina Elisabet II es van començar durant els anys 60, i el pla ha rebut múltiples canvis al llarg de les dècades. S'actualitza tres cops l'any en reunions amb càrrecs del govern, la policia, i els mitjans de comunicació.
En el moment de la mort, el seu secretari privat ha de ser el primer càrrec oficial (és a dir, que no formi part de la família ni de l'equip mèdic) que doni la notícia. La seva primera acció ha de ser contactar amb la primera ministra, i funcionaris diran la frase en codi "London Bridge is down" a la primera ministra per línies telefòniques segures. El Secretari del Gabinet i l'oficina del Consell Privat del Regne Unit també rebran la informació directament del secretari privat. El secretari del gabinet donarà a continuació la notícia als ministres i alts funcionaris. El Centre de Resposta Global del Foreign Office, que té la seu en un lloc secret de Londres, comunicarà la notícia als governs dels 14 altres països dels quals Elisabet n'és la reina, i als governs dels altres països de la Commonwealth. Els llocs web del govern i els comptes de xarxes socials, així com el web de la família reial, es posaran en negre, i s'ha d'evitar la publicació de contingut no urgent.
PA Media, l'agència de premsa del Regne Unit, i la BBC seran informats pel sistema de transmissió d'alertes per ràdio (RATS); la ràdio comercial que utilitza els butlletins de notícies d'Independent Radio News té un sistema de "llums d'òbit" blaves que s'activen automàticament i alertaran els presentadors que posin "música inofensiva" i es preparin per un flaix informatiu; BBC Two haurà de suspendre la programació habitual i oferir el senyal de BBC One que farà l'anunci. BBC News transmetrà una seqüència pregravada de retrats, durant la qual els presentadors de torn es prepararan per a l'anunci formal posant-se vestits foscos preparats per aquesta ocasió. The Guardian va informar que The Times té 11 dies de cobertura preparts i que ITN i Sky News fa temps que assagen la mort, però canviant-ne el nom per "Mrs Robinson".
Un lacai ha de penjar un avís amb un marc fosc a la porta del Palau de Buckingham. Al mateix temps, el lloc web del Palau ha de mostra el mateix avís. El Parlament del Regne Unit i els parlaments escocès, gal·lès i nord-irlandès s'han de reunir de seguida que sigui pràctic o tornar-se a convocar si no estan en període de sessions. La primera minestra ha de fer un discurs a la Cambra dels Comuns. El nou monarca ha de convocar una reunió amb la primera ministra i després fer un discurs a la nació a les 6 de la tarda següent a la mort de la Reina. Whitehall i els edificis de govern local tindran les banderes a mitja asta, i es poden obrir llibres de condol; s'han de posar ornaments cerimonials, com ara maces o collars de lliurea en bosses negres. Es faran salutacions amb canonades als llocs adequats i es farà una missa de record a la Catedral de Saint Paul, amb assistència de la primera ministra i els ministres principals.
S'han fet diferents preparacions per al trasllat del taüt de la Reina segons el lloc on mori, amb plans per al Castell de Windsor i Escòcia. En cas que morís al Castell de Windsor o a Sandringham, el taüt es traslladaria amb el Tren Reial a l'estació de Saint Pancras de Londres, on esperarien la primera ministre i els ministres del gabinet. Si morís a l'estranger, el taüt el transportaria l'Esquadró Reial cap a la base de RAF Northolt i després per cotxe fúnebre al Palau de Buckingham. En tots els casos, el taüt es portaria a la Sala del Tron del Palau de Buckingham. Cinc dies després de la mort de la Reina, es traslladaria a Westminster Hall i, després d'una missa, es faria una capella ardent durant tres dies.
Deu dies després de la mort de la reina, es faria el funeral d'estat dirigit per l'Arquebisbe de Canterbury a l'Abadia de Westminster. El seu cos s'ha d'enterrar en una tomba preparada a la Capella Memorial del Rei Jordi VI de la Capella de Sant Jordi, al castell de Windsor, al costat del príncep Felip d'Edimburg, el taüt del qual s'hauria de traslladar des de la Cripta Reial. Es faria una missa d'enterrament a la Capella de Sant Jordi. Segons van acordar la Reina i la primera ministra, el dia del funeral es declararia dia de dol nacional, però no seria festa. S'hauran de fer dos minuts de silenci a tot el Regne Unit a migdia i es faran processons a Londres i Windsor.

### Operacions simultànies
El pla per a la mort i funeral de la Reina ocorrerà en paral·lel amb els plans per l'accés del príncep de Gal·les al tron. A més, s'ha creat un pla auxiliar per si la reina mor a Escòcia.

#### OperacióSpring Tide
La mort i el funeral de la Reina funciona en paral·lel amb l'Operació Spring Tide, el pla per a l'accés del príncep de Gal·les al tron. L'endemà de la mort de la Reina, l'Accession Council s'ha de reunir a Palau de Saint James per proclamar el nou monarca. El Parlament s'ha de reunir aquella mateixa tarda perquè els membres del parlament jurin lleialtat al nou monarca i expressin el condol per la mort de la Reina. La majoria de les activitats parlamentàries hauran de quedar suspeses durant 10 dies. A dos quarts de quatre de la tarda, el nou monarca ha de rebre en audiència el primer ministre i el gabinet. Al cap de dos dies de la mort de la Reina, les administracions escocesa, gal·lesa i d'Irlanda del Nord han de fer les proclamacions del nou monarca.
El tercer dia després de la mort de la Reina, el nou monarca ha de rebre la moció de condol a Westminster Hall el matí i després sortir a fer una gira pel Regne Unit. El nou monarca ha de visitar el parlament escocès i assistir a una missa a la Catedral de St. Giles d'Edimburg. L'endemà, el nou monarca ha de visitar Irlanda del Nord, on ha de rebre una moció de condol al castell de Hillsborough i oir missa a la Catedral de Santa Anna, a Belfast. Set dies després de la mort de la Reina, el nou monarca ha de visitar Gal·les, rebent una moció de condol al parlament gal·lès i assistint a una missa a la Catedral de Llandaff de Cardiff.

#### Operació Unicorn
L'Operació Unicorn és un pla que indica el que ha de passar si la Reina mor a Escòcia. Els detalls sobre l'Operació Unicorn es van fer públics per primera vegada el 2019, encara que ja es mencionava el nom codificat en papers online del Parlament Escocès el 2017.
Quan s'hagi fet pública la mort, el Palau de Holyrood, la catedral de St Giles, i el Parlament Escocès serviran com a punt central de les congregacions, amb un llibre de condol obert al públic en aquesta última ubicació. Les tasques parlamentàries se suspendran immediatament durant almenys sis dies parlamentaris, per permetre que les autoritats es preparin per al funeral. Després el parlament prepararà una moció de condol dins de les primeres 72 hores. El taüt de la Reina es col·locarà d'inici al Palau de Holyrood, i després hi haurà una missa de recepció a la catedral d'Edimburg. Després d'això, el taüt s'ha de transportar a l'Estació de Waverley i després amb el Tren Reial cap a Londres si és possible. Si no pogués ser, el taüt es transportaria a Londres amb avió i seria rebut per la primera minstra i els ministres del gabinet.

## Plans relacionats
Netflix ha preparat un pla, anomenat també Operació London Bridge, per preparar el que ha de fer la producció de la sèrie The Crown farà si la Reina mor mentre la producció de la sèrie està en marxa. En aquest cas, s'ha previst que s'aturi la producció de la sèrie durant una setmana com a mínim.